# Pas de l'Arbocera
El Pas de l'Arbocera és una collada amb el pas a 496 msnm pertanyent al municipi de Castell de Mur (Pallars Jussà), dins de l'antic municipi de Guàrdia de Tremp, prop del poble de Cellers. És dins del tram més engorjat del barranc del Bosc, a llevant del Pas de la Boixoga, a l'extrem de llevant del Clot de les Arboceres. El camí del Bosc hi mena l'accés des de Cellers.